# Schußbach (Trautskirchen)
Schußbach (fränkisch: Schussba) ist ein Gemeindeteil der Gemeinde Trautskirchen im Landkreis Neustadt an der Aisch-Bad Windsheim (Mittelfranken, Bayern). Schußbach liegt in der Gemarkung Buch.

## Geografie
Der Weiler mit weniger als einem Dutzend Hausnummern und etlichen Nebengebäuden liegt am rechten Ufer des südostwärts laufenden und zuletzt von links in die Zenn mündenden Steinbachs. Diesem fließt hier der nördlichen Ortsgrenze entlang der Hundsgraben und gegenüber der Riegersbach zu. Im Osten grenzt der Schußbachwald an, 1 km nordwestlich erhebt sich der Mündungssporn Limbacher Ranken des größeren Steinbach-Zuflusses Wolfsgraben etwas oberhalb, auf dem der Lenkersheimer Gemeindewald steht. 0,75 km westlich wächst der Hangwald Kalkgraben an der rechten Talböschung.
Die Kreisstraße NEA 17 führt dem Steinbach entlang von Jobstgreuth im Obertal (2,2 km nordwestlich) über Schußbach nach Steinbach im unteren Tal (1,2 km südöstlich). Abgehende Gemeindeverbindungsstraßen führen durchs Nebental des Wolfsgrabens nach Limbach (1,2 km westlich) und über die Riegersbachmulde nach Wilhelmsgreuth (1,5 km nördlich).

## Geschichte
Im Jahre 1100 wurde der Ort als „Scuohesbach“ erstmals urkundlich erwähnt, als Gozuuinus und sein Bruder dem Kloster St. Peter in der Vorstadt Würzburg 141⁄2 Mansen innerhalb dieser Gemarkung schenkte. Das Bestimmungswort Scuoh diente zur Unterscheidung von den umgebenden Orten, die ebenfalls Bach als Grundwort hatten, und dürfte, wie es sonst allgemein üblich war, ein Personenname sein, der jedoch bislang unbelegt ist.
In den 1140er Jahren erwarb das Kloster Heilsbronn Güter in Schußbach. In der Folgezeit erwarb das Kloster weitere Güter. Von den fünf Anwesen blieben während des 30-jährigen Krieges drei bewohnt. Im Jahre 1718 gehörte Schußbach zum heilbronnischen Amt Neuhof: Es unterstanden diesem vier Höfe und ein Hirtenhaus, die von zwei Untertanen und drei Schutzverwandten bewohnt wurden. 1735 wurden u. a. auch die Untertanen und Lehenleute von Schußbach der Deutschordenskommende Virnsberg tauschweise übergeben.
Gegen Ende des 18. Jahrhunderts gab es in Schußbach 6 Anwesen (3 Höfe, 2 Höflein, 1 Gemeindehirtenhaus). Das Hochgericht übte das Obervogteiamt Virnsberg des Deutschen Ordens aus. Die Dorf- und Gemeindeherrschaft und die Grundherrschaft über alle Anwesen hatte die Deutschordenskommende Nürnberg.
Im Rahmen des Gemeindeedikts wurde Schußbach dem 1808 gebildeten Steuerdistrikt Buch und der 1811 gebildeten Ruralgemeinde Buch zugeordnet. Am 1. Juli 1972 wurde Schußbach im Zuge der Gebietsreform in Bayern nach Trautskirchen eingemeindet.

## Einwohnerentwicklung
| Jahr      | 001818 | 001840 | 001861 | 001871 | 001885 | 001900 | 001925 | 001950 | 001961 | 001970 | 001987 |
| Einwohner | 41     | 67     | 46     | 51     | 43     | 47     | 52     | 63     | 31     | 33     | 24     |
| Häuser    | 9      | 9      |        |        | 9      | 9      | 9      | 9      | 7      |        | 7      |
| Quelle    | [ 16 ] | [ 17 ] | [ 18 ] | [ 19 ] | [ 20 ] | [ 21 ] | [ 22 ] | [ 23 ] | [ 24 ] | [ 25 ] | [ 1 ]  |

## Religion
Der Ort ist seit der Reformation evangelisch-lutherisch geprägt und bis heute nach St. Laurentius (Trautskirchen) gepfarrt. Die Einwohner römisch-katholischer Konfession sind nach Mariä Himmelfahrt (Sondernohe) gepfarrt.